# Luis de Mas
Luis de Mas y Poudevida (Igualada, 24 de junio de 1824-Vich, 29 de diciembre de 1895) fue un militar carlista español.

## Biografía
Nació en una familia profundamente católica adherida a la causa realista y carlista. Su padre, José Joaquín de Mas y Vedruna fue Intendente del Ejército de Carlos María Isidro de Borbón en la primera guerra carlista y se mantendría leal al carlismo después de la misma.
Su abuelo paterno, Teodoro de Mas y Solá, se había distinguido en la guerra de la Independencia, mientras que su abuela Joaquina de Vedruna había fundado el Instituto de Hermanas Terciarias Carmelitas de la Caridad y sería canonizada un siglo después por el papa Juan XXIII.

### Primera guerra carlista
A pesar de su corta edad, Luis de Mas luchó también junto a su padre en la primera guerra carlista. Los dos primeros años sirvió sin cargo especial, sufriendo con constancia las penalidades de la campaña y batiéndose en varios hechos de armas. En 1837 fue nombrado oficial auxiliar de su padre, entonces Comisario de guerra de primera clase. En 1839 fue habilitado general de las numerosas viudas de las víctimas de la guerra.
En el año 1840 emigró con toda su familia, ocupándose en el extranjero en el estudio del dibujo litográfico, de la topografía y en los de operaciones geodésicas y trazados. En Marsella, punto de su residencia durante los cinco últimos años de los doce que duró su expatriación, llegó a adquirir extraordinario renombre por las obras topográficas que llevó a cabo y que sólo abandonó en 1848 para defender a Carlos Luis de Borbón y Braganza (Carlos VI).

### Segunda guerra carlista
Ya Teniente desde 1840, por el Real decreto de Carlos V, que concedía el empleo inmediato a todos los que le permanecieron fieles después de la traición de Maroto, se incorporó a las filas del ejército legitimista, y deseando pasar a Caballería, fue nombrado por orden general del 8 de agosto de 1848 Alférez de dicha arma y agregado al Estado Mayor del General Brujó.
Emigró por segunda vez a Francia, una vez concluida esta campaña, permaneciendo en la nación vecina hasta 1863, que con especial permiso de Carlos VI pudo volver a su Patria sin menoscabo de su honra política. En 1865 trabajó con el mayor celo por el buen éxito de la campaña que se intentaba llevar a cabo, haciendo con aquel objeto varios viajes al extranjero y sacrificando muchos de sus intereses.

### Tercera guerra carlista
En 1868 fue nombrado por Carlos de Borbón y Austria-Este (Carlos VII) el primer Subcomisario Regio de Cataluña para iniciar el movimiento: comenzó los trabajos de organización del partido en Barcelona; hizo repetidos viajes a París y a Alemania para gestionar asuntos de la Causa tradicionalista, y gastó cuantiosos intereses de su patrimonio socorriendo y pagando a varios oficiales e individuos que esperaban el momento de entrar en campaña.
Deseoso Don Carlos de pisar el suelo español, se trazó un itinerario para poderlo hacer sin peligro y burlando la gran vigilancia de la policía francesa; pero tuvo ésta noticia de dicho proyecto, y sabiéndolo Luis de Mas, salió de Perpiñán para París a proponer otro itinerario al Duque de Madrid, que fue aceptado por Don Carlos y que dio el más satisfactorio resultado.
En 1873 convaleciente de una grave y cruel enfermedad reumática y de una ceguera de tres meses, adquirida a causa de las intemperies a que se halló expuesto en la frontera de Francia, se incorporó a las fuerzas del entonces Coronel Vila del Prat.
El Infante Alfonso, Capitán General de Cataluña, le encargó la organización del Real Cuerpo de Ingenieros, y desempeñando el cargo de Jefe superior, fue de los primeros que entraron en la villa fortificada de Ripoll, dirigiendo con acierto el ataque del fuerte de San Eudaldo, que tuvo que rendirse a discreción, contribuyendo así a la toma de dicha villa.
Por este hecho de armas, y previas las diligencias de reglamento, el pretendiente premió a Luis de Mas con el diploma de Caballero de la Real y militar Orden de San Fernando.
Asistió a la acción de Campdevánol; con la sección de Ingenieros y las fuerzas del Comandante Camps inició el ataque de la plaza fuerte de Berga, y cooperó a todas las operaciones del sitio de la misma hasta que fue tomada por asalto y hecha prisionera su guarnición.
En 10 de mayo de 1874 fue nombrado Teniente coronel de Infantería, y pasó en septiembre del mismo año a las Provincias Vascongadas a presentar a Don Carlos un Tratado de fortificaciones de campaña, que sirvió para uso e instrucción del Cuerpo de su mando, cuya obra mereció la aprobación del pretendiente previo el favorable informe que dio de ella el General en jefe de Ingenieros del Norte, Francisco de Alemany.

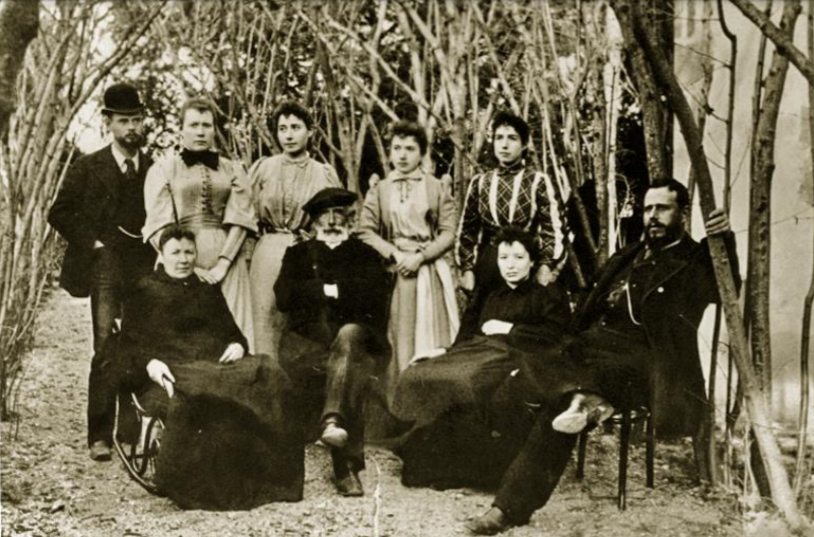
Luis de Mas y Poudevida en el centro junto con su familia. A la derecha, Teodoro de Mas y Nadal.

Por disposición del Capitán general del Principado, y a instancias del General Savalls, pasó a la 1.ª División con el fin de organizar un cuerpo de obreros militares, que más adelante prestó importantes servicios.
Ostentó la Cruz de Fidelidad Militar, la de la Real y distinguida Orden de Carlos III, que le concedió Isabel II por haber compuesto y publicado un tratado completo de dibujo topográfico, que fue obra de texto por decreto de la reina, y aprobada por la Academia de San Fernando. Según Francisco de Paula Oller, dicha obra era la primera importante de esta clase que se había publicado en España, y la dedicó a Don Carlos, el cual le confirmó de palabra la referida condecoración. Poseía además la Cruz y Placa de San Hermenegildo, la Medalla de la toma de Berga, la Encomienda de la Real Orden americana de Isabel la Católica, libre de gastos, por servicios prestados al Rey, la Cruz Roja del Mérito Militar de segunda clase, y la Real y distinguida Medalla de plata de Carlos VII.

### Últimos años
Residió en el Manso Escorial de Vich, fijando después su domicilio en Barcelona. Hasta el final de su vida, mantuvo su adhesión a la causa de «Dios, Patria y Rey» y desempeñó la presidencia del Círculo Tradicionalista de la Alta Montaña.
Al fallecer en 1885 Alfonso XII, Luis de Mas dirigió una nueva conspiración carlista en Vich, la cual no llegó a materializarse. Años después, el entonces seminarista Segismundo Pey Ordeix hablaría de ella en varios artículos publicados en El Motín, poniendo de manifiesto la antipatía que sentían por los pocos católicos de tendencia catalanista en el seminario de Vich, a quienes consideraban liberales y «herejes», incluido el obispo José Morgades, «enviado por Castelar y Sagasta para descatolizar el país»:

El carlismo de aquel país intentó celebrar el nacimiento de Alfonso XIII echando al campo sus huestes. En Vich conspirábamos; el jefe era D. Luis de Mas, coronel del Estado Mayor de D. Carlos, ingeniero inventor de un sistema de puentes militares etc., etcétera; su adláter era un capitán que había sido de Miret, y a la sazón fabricante de fideos. En un cobertizo de su fábrica nos reuníamos los conspiradores, de los cuales me tocaba ser el Benjamín: el más joven (diez y seis años), pero el más intrépido, como hijo y nieto de cabecillas. Este abolengo (...) y mi entusiasmo, me hacían medio cabecilla carlista en el seminario de Vich. Como tal, detestábamos entrañablemente a Callís y a Collell, y a su jefe protector Morgades.

Estando en guarnición el batallón de cazadores de Alfonso XII haciendo ejercicios en el prado de la Riera, el joven Segismundo iba allí, perdiendo clases, a observar para aprender las técnicas militares y enseñárselas después a sus compañeros. Después iba a ver a Luis de Mas, quien le hablaba del arte de la artillería, sistemas de fortalezas y de puentes e historias de las guerras y descripciones de las grandes batallas.
Según Pey Ordeix, Luis de Mas había sacrificado al ideal carlista «su fortuna, su familia, su carrera, el prestigio de su linaje y la severidad de su nombre». Afirmaba que, a causa de haber entregado sus riquezas «por Dios», sus hijos tuvieron que vivir una pobreza —incluso a la hora de comer— que no correspondía a «su clase y posición». Pey Ordeix, quien, después de ser ordenado, terminaría abandonando el sacerdocio y renegando del carlismo y de la Iglesia, reconocía en cambio las cualidades de Luis de Mas, a quien definió como «un caballeresco héroe de un ideal», muy diferente a otros carlistas que calificaba de hipócritas.
Al producirse la escisión integrista en 1888, Luis de Mas se mantuvo leal a Don Carlos. De acuerdo con Francisco de Paula Oller, algunos años antes de morir manifestó:

Aunque viejo por mis sesenta y cinco años de edad, pero gozando salud perfectísima, gracias a la misericordia del Cielo, arde en mi pecho el fuego sagrado del amor más entusiasta y de la más incondicional lealtad a la causa de Dios, Patria y Rey, nombres santos que tengo grabados en mi corazón, y a cuyo solo recuerdo bulle aún en mis venas la sangre de mis belicosos abuelos y me hacen esperar animoso el momento de verterla por mi Rey y mi amadísimo Señor Don Carlos de Borbón, pues que a Él y a su familia augusta pertenece hasta su última gota.

Fue padre de Teodoro de Mas y Nadal, ingeniero y militante tradicionalista asesinado por los revolucionarios durante la guerra civil española, y de Luis de Mas y Nadal, quien a principios del siglo xx estuvo emigrado en Buenos Aires, donde dirigió un periódico carlista.